# Лунка Припорулуј (Бузау)
Лунка Припорулуј (рум. Lunca Priporului) насеље је у Румунији у округу Бузау у општини Нехоју. Oпштина се налази на надморској висини од 395 m.

## Становништво
Према подацима из 2002. године у насељу је живело 1251 становника, од којих су сви румунске националности.